# Léré (Ciad)
Léré è una città e comune del Ciad meridionale, per popolazione la diciannovesima città del Paese (12.600 al censimento del 1993 e 18.827 nel 2010).
Léré è situata nella provincia di Mayo-Kebbi Ovest. È anche la capitale del reame Moundang e la residenza del suo sovrano “Le Gong”.
La città è capoluogo del dipartimento del Lago Leré.

## Geografia fisica
Latitudine: 9,770°N - Longitudine: 14,150°E

## Principali gruppi etnici
- Moundang